# Redisari
Redisari is een bestuurslaag in het regentschap Kebumen van de provincie Midden-Java, Indonesië. Redisari telt 3186 inwoners (volkstelling 2010).